# Municipio de Buenavista (Michoacán)
El municipio de Buenavista es uno de los 113 municipios en que se encuentra dividido el estado mexicano de Michoacán de Ocampo ubicado al oeste del estado. Su cabecera es el pueblo de Buenavista Tomatlán.

## Geografía
El municipio de Buenavista se encuentra localizado al oeste del estado de Michoacán, en la región denominada como la Tierra Caliente; tiene una extensión territorial de 918.73 kilómetros cuadrados que representan el 1.56 % de la totalidad del estado; sus coordenadas geográficas extremas con 18°59'-19°27' de latitud norte y 102°24'-102°48' de longitud oeste, y su altitud fluctúa entre un mínimo de 300 y un máximo de 1800 metros sobre el nivel del mar.
Limita al norte con el municipio de Peribán, al noreste con el municipio de Tancítaro, al sureste con el municipio de Apatzingán, al sur con el municipio de Aguililla y al suroeste con el municipio de Tepalcatepec; al oeste limita con el estado de Jalisco, en particular con el municipio de Jilotlán de los Dolores.

## Demografía
De acuerdo a los resultados del Censo de Población y Vivienda realizado en 2020 por el Instituto Nacional de Estadística y Geografía la población total del municipio de Buenavista es de 45 538 habitantes, de los cuales 23 007 son hombres y 22 531 son mujeres.

### Localidades
En el censo de 2020 el municipio de Buenavista contaba con 92 localidades.
| Código INEGI      | Localidad           | Población (2020) |
| ----------------- | ------------------- | ---------------- |
| 160120001         | Buenavista Tomatlán | 12 262           |
| 160120015         | La Ruana            | 10 247           |
| 160120094         | Santa Ana Amatlán   | 4 504            |
| 160120013         | Catalinas           | 3 487            |
| 160120064         | Pizándaro           | 1 910            |
| 160120030         | Dieciocho de Marzo  | 1 561            |
| 160120029         | División del Norte  | 1 179            |
| Otras localidades | Otras localidades   | 10 388           |
| Total municipal   | Total municipal     | 45 538           |

## Política
El gobierno del municipio le corresponde como en todos los municipios de México, al ayuntamiento electo mediante voto universal, directo y secreto para un periodo de tres años no reelegibles para el periodo inmediato pero si de forma no continua y está conformado por el presidente municipal, un síndico y el cabildo integrado por siete regidores, cuatro electo por mayoría y tres por el principio de representación proporcional; todos comienzan a ejercer su cargo el día 1 de septiembre del año siguiente a su elección. 

### Subdivisión administrativa
El gobierno interior de los municipios corresponde a los jefes de tenencia y a los encargados del orden que son electos por plebiscito para un periodo de tres años. En Buenavista existen cinco jefaturas de tenencia y 34 encargados de orden.

### Representación legislativa
Para la elección de diputados al Congreso de Michoacán y a la Cámara de Diputados, el municipio de Buenavista se encuentra integrado en los siguientes distritos electorales:
Local:
- Distrito electoral local 21 de Michoacán con cabecera en la población de Coalcomán de Vázquez Pallares.[7]

Federal:
- Distrito electoral federal 2 de Michoacán con cabecera en la ciudad de Apatzingán de la Constitución.[8]

### Presidentes municipales
- (1999-2001): Arturo Zúñiga Moreno
- (2002-2004): Sergio Báez Torres
- (2005-2007): Fernando Chávez López
- (2008-2011): Osbaldo Esquivel Lucatero
- (2012-2014): Luis Torres Chávez
- (2015-2017): Lorenzo Barajas Heredia
- (2018-2020): Gordiano Zepeda Chávez
- (2021-2024): Sergio Báez Torres
- (2024-2027): Irma Moreno Mendoza